# Quesadilla

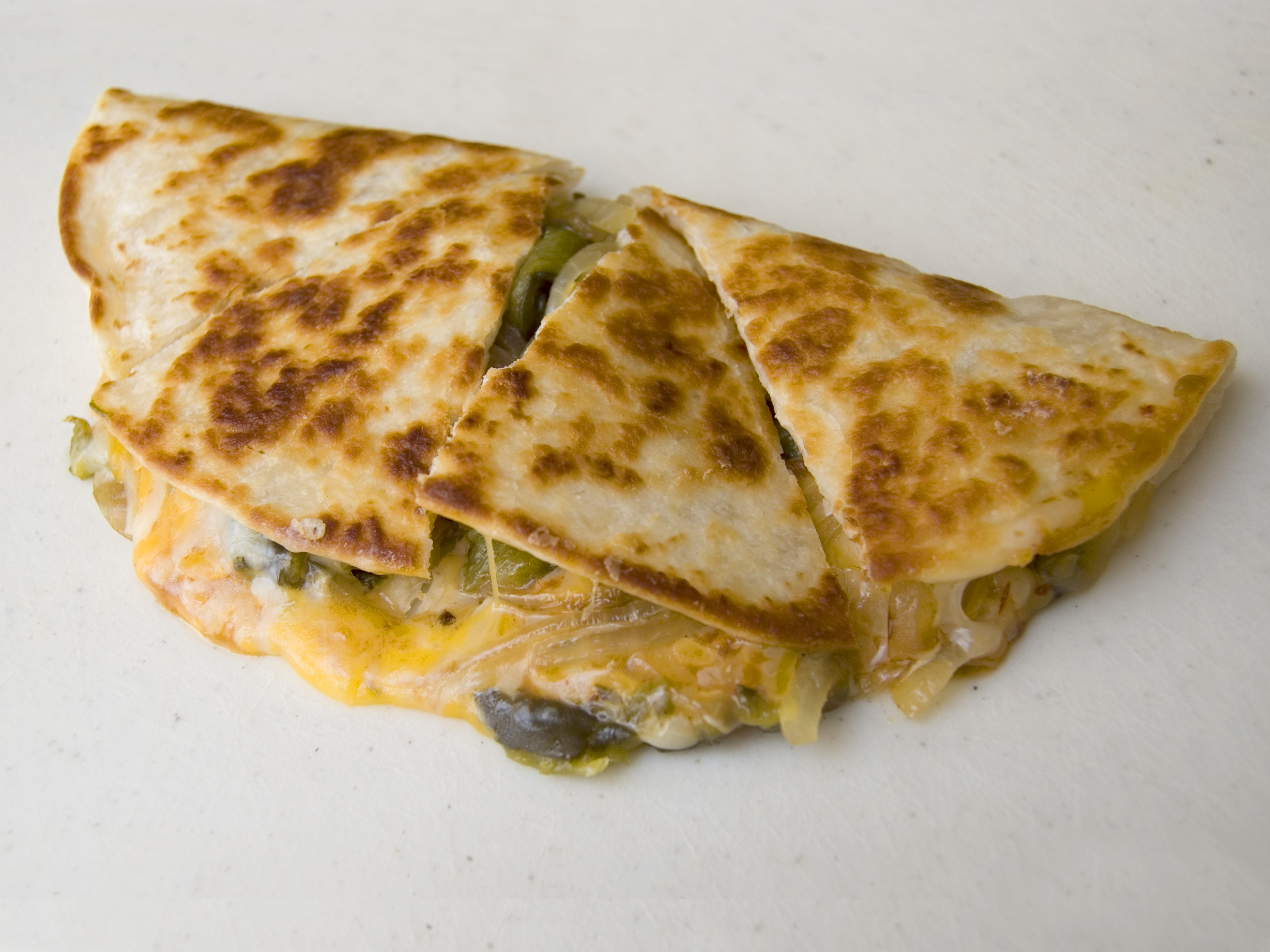
Sincronizada

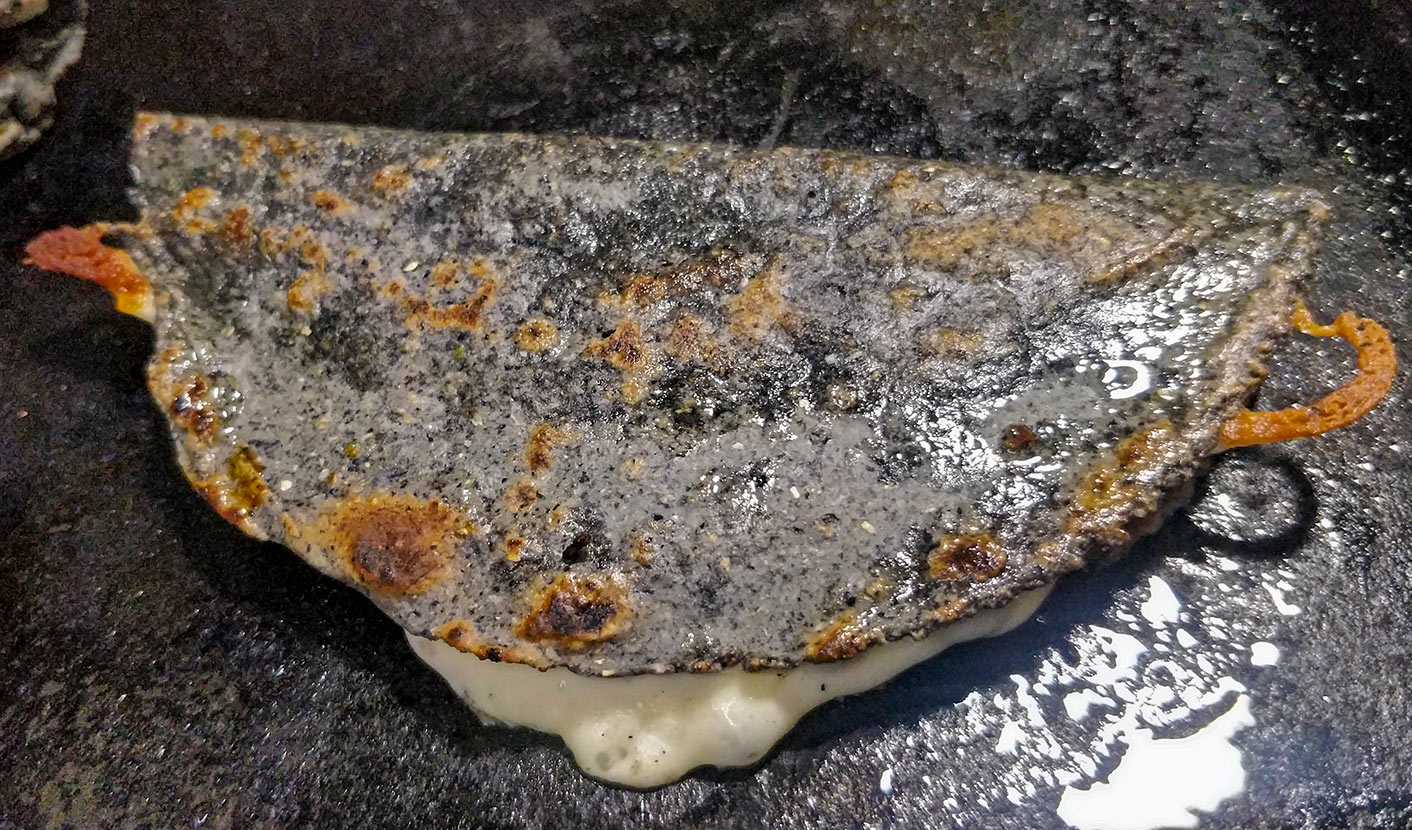
Quesadilla gjord i blå majstortilla

Quesadilla är en mexikansk maträtt som görs av tortilla fylld med kött eller grönsaker och ost (vanligen oaxaca-ost). Quesadillas serveras tillsammans med salsa. Precis som tacos är quesadillas en vanlig gatumat och serveras oftast som lunch eller snacks när som helst på dygnet. I Mexiko är tortillan nästan alltid gjord av majs (ofta blå majs), förutom i de nordligaste delarna av landet. Används vetetortillas kallas rätten oftast sincronizadas istället. 
Vanligast är att en quesadilla utgår ifrån en avlång gräddad majstortilla som fylls av kött, kyckling, grönsaker eller grytor och nästan alltid ost. I Mexico City är osten i en quesadilla inte självklar utan man kan beställa sin quesadilla med eller utan ost. En längre quesadilla kallas ofta quesadilla machete eftersom den får formen av just en machete.
En annan vanligt förekommande version av quesadilla är den friterade versionen. Här gräddas inte majstortillan först utan fyllning och ost läggs på rå majsdeg som pressas ihop och friteras likt en empanada — dessa quesadillas kallas quesadillas fritas.